# 沃伊達奇城堡
沃伊達奇城堡（匈牙利語：Vajdahunyad vára）是位於匈牙利首都布達佩斯城市公園的一處城堡。城堡修建於1896年至1908年期間。城堡融合了多種不同的建築風格，包括了羅馬式、和文藝復興式。城堡最初由紙板和木材建造。在1904年至1908年期間用石頭和磚塊重建。現在沃伊達奇城堡是匈牙利農業博物館的所在地。

## 外部連結

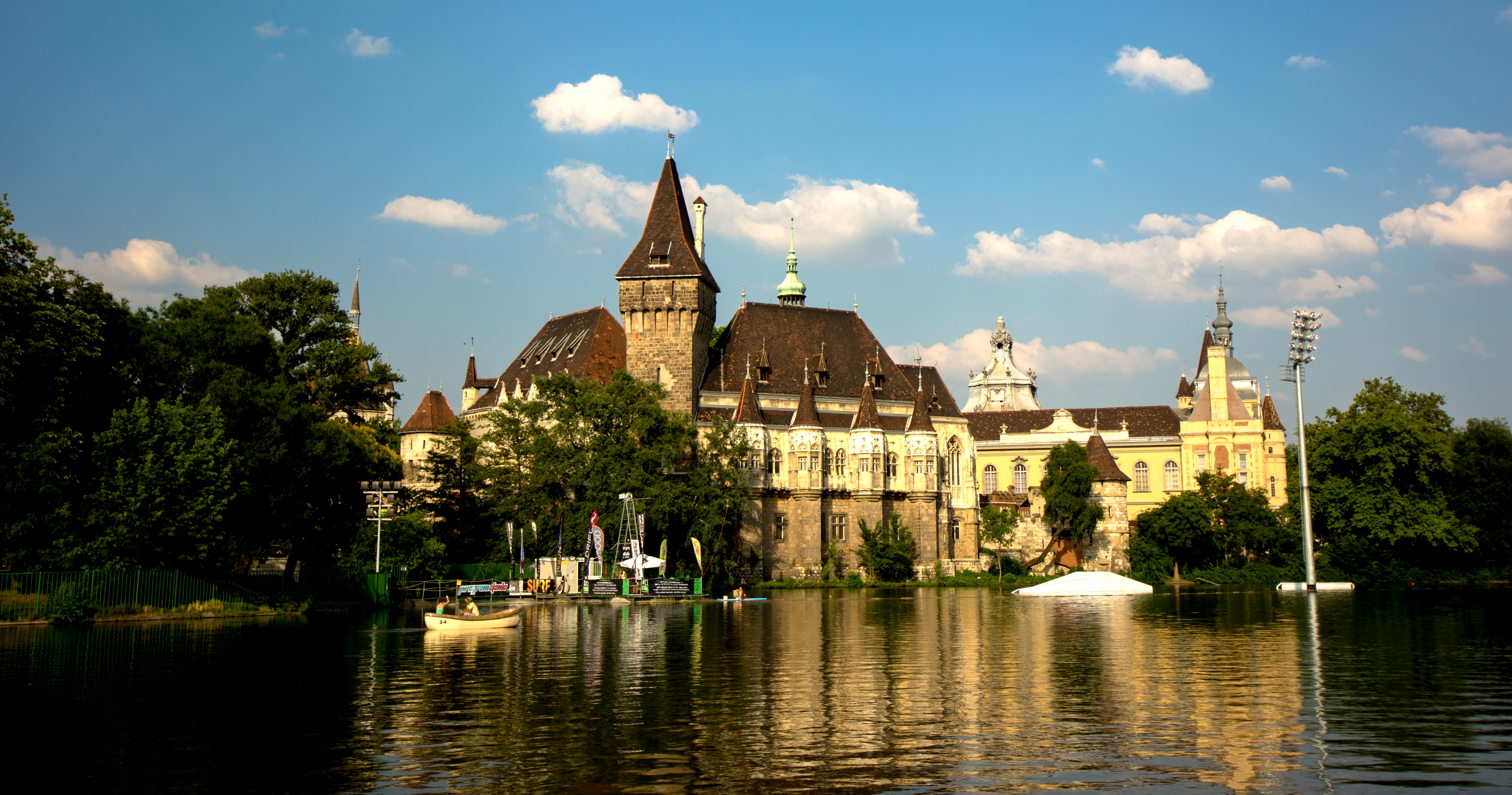
沃伊達奇城堡

- （英文） Vajdahunyad Castle （页面存档备份，存于）
- （匈牙利文） Museum of Hungarian Agriculture （页面存档备份，存于）

47°30′55″N 19°4′55″E / 47.51528°N 19.08194°E